# Moulins, Allier
Moulins är en kommun i departementet Allier i regionen Auvergne-Rhône-Alpes i de centrala delarna av Frankrike. Kommunen är Chef-lieu för kantonerna Moulins-Ouest och Moulins-Sud som ligger i arrondissementet Moulins. År 2022 hade Moulins 19 344 invånare.

## Befolkningsutveckling
Antalet invånare i kommunen Moulins
Referens: INSEE